# モザンビーク文学
モザンビーク文学（ポルトガル語: Literatura de Moçambique）は、モザンビークの作家によって書かれ、一般にモザンビーク的表現と混淆したポルトガル語の文学を指す。歴史は浅いが、既に代表的な作家としてジョゼ・クラヴェイリーニャやパウリーナ・シジアネ、ミア・コウトらを輩出しており、ポルトガル語文学に不可欠な存在となっている。
モザンビーク文学の出版は20世紀前半に活動したルイ・デ・ノロニャ（1909年-1943年）の詩によって始まり、これは同じくポルトガルのアフリカ植民地であったアンゴラやカーボベルデにおけるポルトガル語文学形成のおよそ半世紀後であった。

## 詩
モザンビーク詩の嚆矢となったのはルイ・デ・ノロニャの死の直後に出版された彼の詩集『ソネット』（1943年）であった。ノロニャの死と同時期の1940年代に、ポルトガル語公用語アフリカ諸国初の女性詩人ノエミア・デ・ソウザはポルトガルの植民地主義による抑圧と、アフリカの未来への希望を詠った詩を作っている。アフリカの可能性を称揚するという主題ではジョゼ・クラヴェイリーニャもノエミア・デ・ソウザと変わらなかったが、クラヴェイリーニャはよりポルトガル語の修辞（レトリック）に拘った詩を残しており、1991年にポルトガル語文学最高の文学賞であるカモンイス賞を授与されている。1964年から1975年まで続いたモザンビーク独立戦争中には、独立運動を戦うモザンビーク解放戦線（FRELIMO）により、『戦闘の詩』と題された独立闘争への奮起を促す詩集が二度に分けて出版されており、クラヴェイリーニャを始め、マルセリーノ・ドス・サントスやアルマンド・ゲブーザといったFRELIMOの活動家の詩が掲載されている。1975年の独立後のモザンビークの詩文学はFRELIMOが採用したマルクス主義のイデオロギーを反映したプロパガンダ詩が多くなったが、ルイス・カルロス・パトラキンはそのような政治性を余り持たずに創作したことで注目される。
その他には、モザンビーク作家協会に栄誉を与えた会員のアルビノ・マガイア、そして更に若いエウゼビオ・サンジャネなどの優れた書き手が傑出している。詩的なスタイルは全面的にモザンビークの熱帯の気候と国土農村部の環境を反映している。しかしながら未だにモザンビークの詩がポルトガル語文学に及ぼす影響は小さい。

## 散文
モザンビークの散文文学の嚆矢となったのは、ジョアン・ディアスが1952年に発表した短編小説集『ゴディド』であり、その次に来るのは『僕たちは皮膚病にかかった犬を殺した』（1964年）で国外からも高い評価を得たルイス・ベルナルド・ホンワナであった。
独立後、1970年代のモザンビークの小説文学は停滞していたが、1980年代以後は新たな才能が現れている。散文文学は若いながらも、ポルトガル語文学にとって不可欠かつ驚異的な要素だと看做されており、傑出した存在としてまず2007年にラテン連合ロマンス語賞を受賞し、おそらく最も影響力がある作家のミア・コウト──重要さが認められた結果、彼の短編小説の内数編が既にポルトガルの学校で教えられている──が、続いてカモンイス賞受賞者のジョゼ・クラヴェイリーニャが挙げられる。
その他には、2005年に雑誌『TVzine』誌による人気投票によってその年の作家に選ばれ、成功が公的に確立されたエウゼビオ・サンジャネ、未だにどのような賞も受賞していないものの、ルゾフォニアで最も有望な作家の一人であるパウリーナ・シジアネ、モザンビーク作家協会の会員であり、モザンビークで最も影響力のある作家の一人であるエドゥアルド・ホワイト、作品としては死後に一つのアンソロジーが出版されたのみのグラモ・ハン、そしてポルトガルに帰化したが、旧ロウレンソ・マルケスで生まれ、全ての作品がモザンビークに関するものであるレイナルド・フェレイラなどが挙げられる。

## 演劇
戯曲は未だにモザンビークの作家によっては探求されておらず、このことはモザンビークには劇作家が存在しないことを意味する。

## 著名な作家
- ルイ・デ・ノロニャ
- ジョアン・ディアス
- ノエミア・デ・ソウザ
- ジョゼ・クラヴェイリーニャ - カモンイス賞受賞（1991年）
- ルイス・ベルナルド・ホンワナ
- ミア・コウト - カモンイス賞受賞（2013年）
- ルイス・カルロス・パトラキン
- エウゼビオ・サンジャネ
- パウリーナ・シジアネ

## 脚註

### 註釈
1. ↑  アルマンド・ゲブーザは2005年にモザンビーク共和国大統領に就任した。